# Medailér

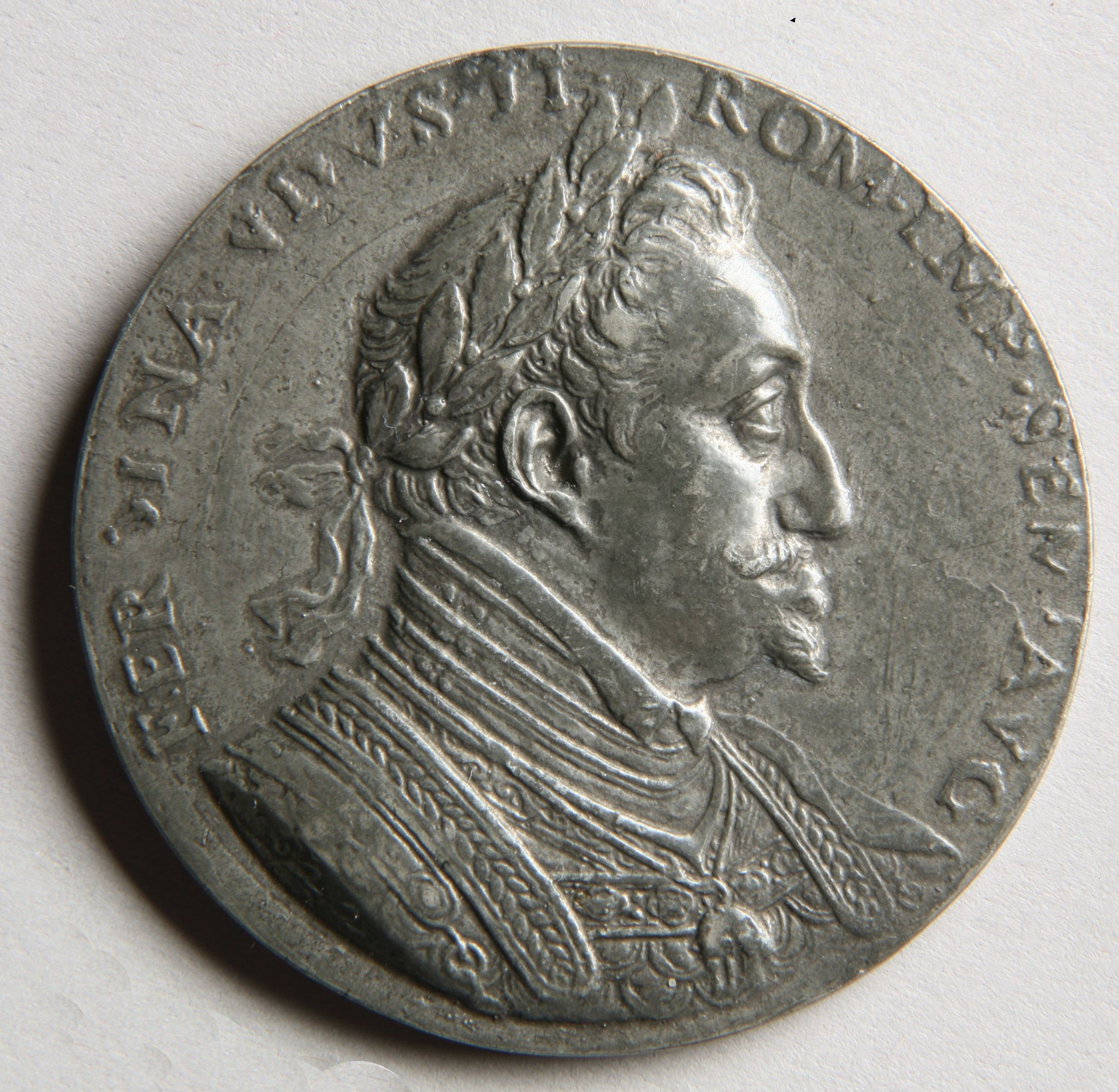
Ferdinand II. Medaile bitvy na Bílé hoře

Medailér je sochař, rytec, zlatník nebo modelér, který navrhuje, nebo také realizuje zvláštní typ plochého, obvykle oboustranného reliéfu, zvaného medaile, plaketa nebo mince.

## Tvůrci a jejich signatury
První medailéři byli původně zlatníky a objevili od konce 14. století v Itálii, patřili k nim Pisanello a Antonio del Pollaiolo, později se medailím věnoval například Benvenuto Cellini. Specializace rytců medailí se rychle rozvíjela s renesančním sběratelstvím medailí pamětních a portrétních.
Forma (kadlub) pro medaili se vyrývá do kovu a medaile se z formy odlévá jako nízký reliéf (basrelief). Pro mince se zhotovuje ocelové či železné razidlo, jímž se mince razí. 
Často je medaile dílem dvou mistrů: návrháře a provádějícího rytce. Pokud nejsou na minci signatury (iniciály) obou autorů, bývá signována jen rytcem. Na medailích z drahých kovů lze nalézt také puncovní značku autora nebo jakostní značku ryzosti kovu, na mincích značku mincmistra.

## Významní medailéři v českých zemích
rudolfinští
- Giuseppe Arcimboldo
- Antonio Abondio
- Alessandro Abondio
- Jan Vermeyen
- Paulus van Vianen
- Valentin Maler

18.-19. století
- Antonín Guillemard
- Václav Jan Seidan
- Josef Václav Myslbek

20.-21. století
- Stanislav Sucharda
- Franta Anýž
- Otakar Španiel
- Josef Šejnost
- Jaroslav Brůha
- Ladislav Kozák
- Michal Vitanovský
- Josef Hvozdenský
- Milan Knobloch
- Rudolf Doležal
- Vladimír Oppl
- Zbyněk Fojtů
- Jiří Korec
- Jaroslav Bejvl
- Jan Lukáš